# Haka de Oahu
Haka (hawaiano: Aliʻi Haka) (nació en Oahu, Hawái, circa siglo XIV) era el rey (o gran jefe) de la isla de Oahu en antiguo Hawái, y el descendiente del rey Nawele de Oahu. Se le menciona en las leyendas antiguas.

## Biografía
Haka nació en Oahu, Hawái.
Su padre era el rey Kapaealakona, el hijo del rey Lakona de Oahu. Haka, su padre y su abuelo eran miembros de la Dinastía de Maweke de Tahití. La madre de Haka fue la gran jefa (o reina) Wehina de Oahu, la mujer de Kapaealakona.
Haka se casó con Kapunawahine. El hijo del esta pareja fue el jefe Kapiko.
Kapiko se casó con la mujer llamada Ulakiokalani, y él tuvo tres hijas:
- Ka’auiokalani
- Kaʻulala
- Kamili

Haka fue sucedido por su primo, Maʻilikākahi.